# Jozy Altidore
Jozy Altidore, właśc. Josmer Volmy Altidore (ur. 6 listopada 1989 w Livingston, New Jersey) – amerykański piłkarz, występujący na pozycji napastnika.

## Kariera klubowa
Altidore swoją karierę rozpoczynał w Major League Soccer w barwach New York Red Bulls, gdzie został wybrany do SuperDraftu w 2006 roku. W sierpniu 2006 Altidore zadebiutował w meczu z DC United. Altidore pobił kilka rekordów podczas swojego pobytu w Nowym Jorku, stając się najmłodszym debiutantem w play-offach MLS, a także najmłodszym strzelcem. Pierwszy raz strzelił bramkę w rozgrywkach play-off w wieku 16 lat i 337 dni.
Następnie Amerykanin przeszedł do Villarrealu za kwotę 10 milionów dolarów, najwięcej w całej historii MLS. Stał się pierwszym piłkarzem ze Stanów Zjednoczonych, który strzelił bramkę w lidze hiszpańskiej. W listopadzie 2008 roku pokonał bramkarza Athletic Bilbao. W styczniu 2009 roku został wypożyczony do Xerez CD. Doznał jednak kontuzji palca i nie zadebiutował w tym zespole.
6 sierpnia 2009 roku Altidore ponownie został wypożyczony. Trafił na cały sezon do angielskiego Hull City. Wcześniej zainteresowani nim był Fulham oraz Everton. W nowym klubie zadebiutował 22 sierpnia w meczu z Botlonem Wanderers, kiedy to zmienił w 60. minucie Craiga Fagana. W sezonie 2009/2010 Altidore rozegrał 28 ligowych spotkań i strzelił jedną bramkę, po czym powrócił do Villarealu.
W 2011 roku Altidore został wypożyczony do Bursasporu. Pierwszego gola dla nowego zespołu strzelił 8 kwietnia w przegranym na własnym stadionie meczu 2:3 z Antalyaspor. Jozy wpisał się na listę strzelców w 45 minucie, wyprowadzając Bursaspor na prowadzenie. W latach 2011–2013 grał w AZ Alkmaar, a w latach 2013–2015 w Sunderlandzie. W 2015 trafił do Toronto FC.

## Kariera reprezentacyjna
W reprezentacji zadebiutował w meczu z Republiką Południowej Afryki 17 listopada 2007 roku. 6 lutego 2008 roku w spotkaniu z Meksykiem strzelił natomiast pierwszą bramkę w kadrze. 1 kwietnia 2009 roku w wygranym przez USA meczu przeciwko reprezentacji Trynidadu i Tobago 3:0 Altidore strzelił wszystkie gole, tym samym stał się najmłodszym zdobywcą hat-tricka w historii reprezentacji USA. W roku 2009 brał udział także w Pucharze Konfederacji w Republice Południowej Afryki. Jego kraj dotarł do finału a on sam zdobył bramkę w półfinałowym meczu z Hiszpanią.

## Życie prywatne
Rodzice Altidore, Joseph oraz Gisele pochodzą z Haiti. Jako dziecko wraz z rodziną przeprowadził się do Boca Rator. Ma jednego brata, Janaka oraz dwie siostry, Sadię oraz Lindsay. Sadia gra w piłkę nożną w East Carolina University. Jego partnerką życiową jest znana tenisistka Sloane Stephens.